# King Von
Dayvon Daquan Bennett (Chicago, Illinois, 9 de agosto de 1994-Atlanta, Georgia; 6 de noviembre de 2020), conocido por su nombre artístico King Von, fue un rapero estadounidense de Chicago, Illinois. Es considerado en gran medida una de las figuras más influyentes que representan el género drill.
Firmó con el sello discográfico de Lil Durk, Only the Family, y Empire Distribution.
King Von adquirió pronto una importante notoriedad gracias a las canciones "Crazy Story" y "Took Her to the O", pista que alcanza el puesto 44 en el Billboard Hot 100, y para el álbum de estudio Welcome to O'Block, también se ubicó quinto en el Billboard 200.
En el 6 de noviembre de 2020, fue asesinado a tiros a los 26 años.

## Biografía
King Von nació como Dayvon Daquan Bennett el 9 de agosto de 1994 en Chicago. Pasó la mayor parte de su vida en Parkway Gardens, también conocido como "O'Block", ubicado en la esquina de 64th y Martin Luther King Drive en el lado sur de Chicago. Creció como amigo de la infancia del rapero Lil Durk
, así como del rapero conocido como Chief Keef, residente de Parkway Gardens. Era conocido por su apodo de "Nieto", que se refiere a David Barksdale, el fundador de los Black Disciples de los cuales King Von supuestamente era miembro. Recibió el nombre en la cárcel cuando muchas personas que conocían a David dijeron que les recordaba al líder de la pandilla en cómo se maneja en las calles, así como en su comportamiento general.
A los 16 años, Von fue a la cárcel por primera vez. Este solo sería el comienzo de un largo curso de problemas legales para él. En 2014, fue acusado de un tiroteo que mató a uno e hirió a otro. Después de demostrar su inocencia y vencer el caso, King Von comenzó a rapear, colaborando con Lil Durk en singles. Lil Durk finalmente lo contrató con su sello de entretenimiento OTF (Only The Family).

## Carrera
Después de que su compañero rapero Lil Durk contratara a King Von con su sello Only the Family, Von lanzó su sencillo "Crazy Story" el 6 de diciembre de 2018, y se convirtió en su sencillo de gran éxito.
El día de San Valentín de 2019, la entonces novia de Von, la rapera Asian Doll, lanzó un video musical para su canción sobre el artista, "Grandson", en el que apareció Von.
El 9 de julio de 2019, Lil Durk y King Von lanzaron su sencillo colaborativo "Like That". El 2 de septiembre de 2019, Von lanzó su sencillo "What It's Like". El sencillo luego apareció en su álbum Grandson, Vol. 1. El 19 de septiembre de 2019, Von lanzó su mixtape de 15 pistas, Grandson, Vol. 1, con Miguel Ruiz Gonzalez y Alejandro Abril Peñuela en un par de pistas. El álbum debutó en el número 75 en el Billboard 200 y en el número 27 en la lista de álbumes de Hip Hop/R&B. El 16 de noviembre de 2019, Von lanzó su sencillo "2 A.M". El 29 de noviembre de 2019, Von lanzó su sencillo "Rolling" con YNW Melly, acompañado de un video musical.
El 29 de abril de 2020, King Von lanzó su sencillo "Grandson for President", que tuvo una buena popularidad. Siguió con el lanzamiento de un video musical de "Broke Opps", una canción de Levon James. Luego lanzó otro sencillo, titulado "Why He Told" el 27 de julio de 2020, y siguió con otro sencillo popular, "All These Niggas", con el rapero de Chicago Lil Durk, que obtuvo más de 21 millones de visitas en YouTube. Luego lanzó otro sencillo, titulado "How It Go", el 26 de agosto de 2020.
El 9 de octubre de 2020, King Von lanzó "I Am What I Am", con el rapero de Nueva York Fivio Foreign. Este lanzamiento fue en anticipación de su álbum de estudio debut Welcome to O'Block, lanzado el 30 de octubre de 2020. El álbum de 16 pistas presenta la producción de Chopsquad DJ, Tay Keith, Wheezy y Hitmaka, entre otros. El álbum incluye la colaboración de Polo G "The Code", que fue lanzado con un video musical. En 2024, unos aficionados crearon un memorial en Málaga para celebrar su gran vida.

## Asuntos legales
El 21 de noviembre de 2012, Bennett fue arrestado e ingresado en la cárcel del condado de Cook por posesión ilegal de un arma de fuego.
El 24 de julio de 2014, Von fue arrestado en relación con un tiroteo en mayo de 2014, que resultó en la muerte de varios hombres y heridas a otros dos. Von fue acusado de 1 cargo de asesinato y 2 cargos de intento de asesinato. El tiroteo tuvo lugar en 5700 South Lasalle Street en Englewood, Chicago. Después de que los testigos no testificaran, se retiraron todos los cargos contra King Von y, hacia fines de 2017, salió en libertad. Lil Durk dijo en una entrevista con Von en el Breakfast Club que presionó a Von para que se convirtiera en rapero y no se metiera en más problemas.
En junio de 2019, King Von y Lil Durk fueron arrestados en relación con un tiroteo en Atlanta. Von, junto con su coacusado Durk, comparecieron ante un juez en una sala del tribunal del condado de Fulton para una audiencia de causa probable. Los fiscales afirmaron que los dos hombres robaron y dispararon a un hombre afuera de un popular autocine de Atlanta el 5 de febrero de 2019.Después de semanas en la cárcel, Durk fue liberado con una fianza de $250.000, mientras que Von fue liberado con una fianza de $300.000.
El 3 de septiembre de 2019, Bennett fue arrestado en Atlanta por agresión agravada.

### Acusaciones de asesino en serie
En abril de 2023, más de 2 años después de la muerte de Bennett, el YouTuber Trap Lore Ross lanzó en YouTube un documental de cuatro horas de duración titulado «King Von: Rap's First Serial Killer», en el que se alegaba que Bennett había sido un asesino en serie que estuvo involucrado en al menos diez asesinatos, incluidos los asesinatos de P5, Modell,  Malcolm Stuckeyy Gakirah «K.I.» Barnes; Bennett había sido absuelto por el asesinato de Stuckey mientras estaba vivo y fue interrogado por las autoridades de Chicago por el asesinato de Barnes en 2014. Además de los siete asesinatos de los que presuntamente fue el autor, también fue documentado como el autor de varios otros asesinatos relacionados con pandillas. Según el documental, el motivo principal de Bennett para cometer un asesinato inicialmente fue el resultado de disputas entre pandillas, pero luego se hicieron simplemente por emoción, por simple gusto. El documental fue elogiado por muchos, pero pronto fue retirado de YouTube tras la reacción violenta de la familia y los fanáticos de Bennett. Más tarde, el documental se volvió a subir.

## Asesinato
El 6 de noviembre de 2020, King Von estuvo involucrado en un altercado afuera de un club nocturno de Atlanta que tuvo lugar alrededor de las 3:20 a. m. entre dos grupos de hombres, uno de ellos asociado con el rapero Quando Rondo. La disputa se convirtió rápidamente en tiroteos, que es cuando dos policías fuera de servicio intentaron interrumpir el tiroteo con disparos adicionales. Después de recibir un disparo, Bennett fue posteriormente trasladado a un hospital en estado crítico donde murió ese mismo día después de las cirugías; tenía 26 años. La Oficina de Investigaciones de Georgia informó inicialmente que tres personas murieron, pero un portavoz de la policía de Atlanta dijo que solo dos de ellas murieron. Cuatro personas resultaron heridas; uno de ellos fue puesto bajo custodia policial por el asesinato de King Von. El sospechoso fue identificado como Timothy Leeks, de 22 años. un rapero también conocido como Lul Timm que está afiliado a Quando Rondo. En agosto de 2023, se retiraron los cargos contra Leeks en virtud de la ley de Georgia de «defender su posición».
El 14 de noviembre de 2020, King Von fue enterrado en su ciudad natal, Chicago, Illinois.

### Recuerdo
Durante la 64ª entrega anual de los Premios Grammy, Bennett fue incluido en el montaje In Memoriam.
En agosto de 2021, el artista Chris Devins pintó un mural que representaba a King Von en una gran pared frente a una tienda local de la esquina que da a Martin Luther King Drive en el complejo Parkway Gardens, donde se había criado Von. Bennett está ilustrado con una gorra de béisbol vuelta hacia atrás y con una cadena plateada de O'Block, que representa a su facción perteneciente a los Black Disciples que reside en el vecindario homónimo en Woodlawn.
El mural generó controversia entre los residentes de Chicago: algunos de ellos argumentaron que atraería la delincuencia relacionada con las pandillas a la zona, y que era una glorificación de la violencia de las pandillas.

## Discografía
Álbumes de estudio
- 2020: Welcome to O'Block
- 2022: What it Means to Be King
- 2023: Grandson The Album

Mixtape
- 2019: Grandson, Vol. 1
- 2020: Levon James